# Anto Martinović
Anto Martinović, hrvatski bosanskohercegovački bivši nogometaš. Igrao za Željezničar iz Sarajeva. Počevši od sezone 1937./38. igrao je za Željezničar četrnaest sezona, četiri prije rata, do 1941., te nakon rata deset sezona, ukupno ostavši odan klubu 17 godina kao igrač. Željezničar je tad igrao u rangu sarajevskog nogometnog podsaveza i podsaveznoj ligi. Poslije rata igrali su prvenstvo grada Sarajeva, Republičku ligu, Podsaveznu ligu grada Sarajeva, 1. i 2. saveznu ligu. 1946./47. bio je najbolji strijelac momčadi, zajedno s Velislavom Lazarevićem, s pet postignutih pogodaka.